# Paul Humbert
Paul Humbert (* 11. Januar 1885 in Neuenburg; † 7. Januar 1972 ebenda) war ein Schweizer evangelischer Theologe, Hochschullehrer und Bibliothekar.

## Leben

### Familie
Paul Humbert entstammte der Familie Humbert, die ursprünglich aus Marchissy stammte und war der Sohn des Bankiers Paul Eugene Humbert-Droz (* 1829; † 19. Juni 1893 in Basel) und dessen Ehefrau Marie (geb. Perrenoud) (* 9. Mai 1858; † 15. Februar 1909 in Neuenburg). Er war mit Louise-Hélène (* 1876; † 26. September 1950 in Neuenburg), Tochter des Theologen Auguste Bernus, verheiratet; gemeinsam hatten sie drei Kinder.

### Werdegang
Paul Humbert immatrikulierte sich zu einem Philologie- und Theologiestudium an der Akademie Neuenburg und setzte das Studium später an der Universität Basel fort. 1910 verteidigte er seine 1911 veröffentlichte Doktorarbeit Le Messie dans le Targum des Prophètes. 1912 erlangte er das Diplom der Ecole des langues orientales (heute: Institut national des langues et civilisations orientales) in Paris. Im gleichen Jahr wurde er in der Freikirche des Kantons Neuenburg ordiniert.
Von 1913 bis 1915 war er Professor für Altes Testament an der Freien theologischen Fakultät in Lausanne. Er wirkte darauf, von 1915 bis 1942, als Professor für Altes Testament und Hebräisch an der Theologischen Fakultät Neuenburg sowie von 1943 bis 1954 für orientalische Sprachen an der Geisteswissenschaftlichen Fakultät der Universität Neuenburg. Von 1929 bis 1957 war er Universitätsbibliothekar und in dieser Zeit von 1923 bis 1925 Rektor der Universität Neuenburg.

### Schriftstellerisches Wirken
Paul Humbert verfasste zahlreiche Aufsätze in Fachzeitschriften, so schrieb er auch in der Zeitschrift für die alttestamentliche Wissenschaft aus Berlin. Er veröffentlichte weitere Publikationen, vor allem auf dem Gebiet des Alten Testaments, und wurde hierdurch international bekannt. Wichtige Studien betrieb er auch zum Wortschatz und den Gedanken des persischen Dichters Firdausi.

## Ehrungen und Auszeichnungen
Paul Humbert wurde 1929 zum Ehrendoktor von der Universität Basel und 1957 von der Universität Genf ernannt.

## Schriften (Auswahl)
- Le Messie dans le Targum des Prophètes. Imprimeries Réunies, Lausanne 1911.
- Recherches sur les sources égyptiennes de la littérature sapientiale d’Israël. Neuenburg 1929.
- Les prophètes d’Israël ou les tragiques de la bible. Neuenburg 1936.
- Études sur le récit du paradis et de la chute dans la Genèse. Neuenburg 1940.
- «Laetari et exultare» dans le vocabulaire religieux de l’Ancien Testament. In: Revue d’histoire et de philosophie religieuses. 22. 1943.
- Problèmes du livre d’Habacuc. Neuenburg 1944.
- La terou’a. Neuenburg 1946.
- Observations sur le vocabulaire arabe du Châhnâmeh. Neuenburg 1953.
- Opuscules d’un hébraïsant. Neuenburg 1958.